# Мерівілл (Теннессі)
Мерівілл (англ. Maryville) — місто (англ. city) в США, в окрузі Блаунт штату Теннессі. Населення — 31 907 осіб (2020).

## Географія
Мерівілл розташований за координатами 35°44′48″ пн. ш. 83°58′43″ зх. д. / 35.74667° пн. ш. 83.97861° зх. д. (35.746804, -83.978602).  За даними Бюро перепису населення США в 2010 році місто мало площу 43,52 км², уся площа — суходіл.

## Демографія
Згідно з переписом 2010 року, у місті мешкало 27 465 осіб у 10 712 домогосподарствах у складі 7028 родин. Густота населення становила 631 особа/км².  Було 11629 помешкань (267/км²).
Расовий склад населення:
| - 92,0 % — білих - 3,2 % — чорних або афроамериканців - 1,5 % — азіатів - 0,3 % — корінних американців - 1,1 % — осіб інших рас |

До двох чи більше рас належало 1,8 %. Частка іспаномовних становила 3,2 % від усіх жителів.
За віковим діапазоном населення розподілялося таким чином: 24,2 % — особи молодші 18 років, 58,7 % — особи у віці 18—64 років, 17,1 % — особи у віці 65 років та старші. Медіана віку мешканця становила 39,1 року. На 100 осіб жіночої статі у місті припадало 87,4 чоловіків;  на 100 жінок у віці від 18 років та старших — 82,7 чоловіків також старших 18 років.
Середній дохід на одне домашнє господарство  становив 71 326 доларів США (медіана — 54 219), а середній дохід на одну сім'ю — 85 232 долари (медіана — 67 000). Медіана доходів становила 49 450 доларів для чоловіків та 37 763 долари для жінок. За межею бідності перебувало 13,0 % осіб, у тому числі 17,6 % дітей у віці до 18 років та 9,9 % осіб у віці 65 років та старших.
Цивільне працевлаштоване населення становило 12 087 осіб. Основні галузі зайнятості: освіта, охорона здоров'я та соціальна допомога — 27,9 %, роздрібна торгівля — 13,8 %, виробництво — 11,3 %, науковці, спеціалісти, менеджери — 9,5 %.